# ソレデモシタイ/おんなじさみしさ
「ソレデモシタイ／おんなじさみしさ」は、2014年12月10日に発売された平井堅の通算37枚目のシングル。発売元はアリオラジャパン。規格品番は初回限定盤がBVCL-619/20、通常盤がBVCL-621。

## 解説
2014年通算2枚目となるCDシングル盤である。
表題曲「ソレデモシタイ」は、スリリングな恋愛を描いた禁断のLOVE SONG、と紹介されている楽曲である。デリー（インドの都市）で撮影され、インド人やインド人に紛した平井堅自身が当楽曲で踊るミュージック・ビデオが制作され、初回限定盤付属のDVD-Videoにメイキング映像とともに収められた。両A面扱いである「おんなじさみしさ」は、NHKドラマ10『さよなら私』（2014年10月 - 12月放送）の主題歌に起用された楽曲。
前述の初回限定盤のほか、フルヴォリューム盤と呼ばれるCD-DAのみの通常盤が同時発売となり、映画『ANNIE/アニー』主題歌「Tomorrow」のカバーが収録された。
ディスクジャケットは初回限定盤と通常盤で異なる絵柄であり、インド人の格好をした平井堅と女性が被写体となっている。音楽番組において、同様の衣装を着衣し出演したことがある。発売当時のCDパッケージには、タイアップ情報と購入者へ向けた応募特典情報等を記載したシールが貼られたほか、購入店舗ごとで異なる外付けのグッズが一部で配布された。また、応募特典詳細を記載したフライヤーが封入された。
2015年に発売されたシングル「君の鼓動は君にしか鳴らせない」の通常盤に「ソレデモシタイ」のtofubeats Remixバージョンが収録されている。

## 収録曲

### 初回限定盤
CD
1. ソレデモシタイ [3:44]
  - 作詞: 平井堅、作曲: Divine Brown, Aileen De La Cruz, Adam Royce、編曲: A.BEATard
2. おんなじさみしさ [5:08]
  - 作詞: 平井堅、作曲: Akihisa Matzura, Olivia Burrell、編曲: Akihisa Matzura

DVD
1. ソレデモシタイ MUSIC VIDEO + MAKING SCENE

### 通常盤
1. ソレデモシタイ [3:44]
2. おんなじさみしさ [5:08]
3. 残響 [5:29]
  - 作詞・作曲: Ken Hirai、編曲: Masaru Suzuki
4. Tomorrow [4:08]
  - 作詞：Martin Charnin、作曲：Charles Strouse、編曲: Shiro Sagisu
5. ソレデモシタイ（less vocal）
6. おんなじさみしさ（less vocal）